# Süttő
Süttő is een plaats (község) en gemeente in het Hongaarse comitaat Komárom-Esztergom. Süttő telt 2011 inwoners (2001).